# Zelgniewo
Zelgniewo – wieś w Polsce położona w województwie wielkopolskim, w powiecie pilskim, w gminie Kaczory. Nazwa wsi pochodzi od staropolskiego imienia męskiego Żeligniew.
Wieś królewska Zeligniewo należała do starostwa ujskiego, pod koniec XVI wieku leżała w powiecie nakielskim województwa kaliskiego. 
Po raz pierwszy wzmiankowana w 1430 (według Kozierowskiego i Haładynowicza). Początkowo wieś stanowiła własność prywatną, następnie wykupiona stała się wsią królewską i należała do starostwa ujskiego, a w XVIII w. stanowiła odrębne starostwo zelgniewskie.
W 1511 obszar upraw obejmował 40 łanów, lecz w 1618 już tylko 7 łanów. W 1653 wieś zamieszkiwało 16 kmieci i 16 wolnych. W 1695 było 8 kmieci i 5 wolnych. W 1773 istniał folwark o nieznanym areale, a wieś uprawiała wówczas 15,5 łana. Od 1565 działała karczma, a od 1578 pierwszy rzemieślnik, których w 1773 było pięciu.
Według pruskiego spisu ludności Prus Królewskich sporządzonego w latach 1772-1773 wieś oraz obszary przylegające zamieszkiwało 41 rodzin. Rejestr wskazuje rodziny polskie (pisownia oryginalna): Bartoszek, Biallas, Czapa, Czulka, Gomulka, Kowalczyk, Kowiezk, Kreika, Kupizk, Lubeltzky, Masgay, Nowakowski, Nowak, Novok, Oskowski, Rakowski, Robaschek, Skotarek, Tumkowa (wdowa), Welnitz. 
Inwentaryzacja gruntów wsi Zelgniewo (Selgenau) przeprowadzona przez administrację pruską w 1827 r. ujawnia jako użytkowników gruntów osoby o nazwiskach Cichowski, Fritz, Glander, Hamling, Heymann, Kowalski, Krüger, Kupich, Kusig, Masgay, Nehring, Nowacki, Politicki, Prell, Radkes, Tischler, Wojahn.
W okresie zaborów wieś nosiła nazwę Selgenau. Od 19 marca 1938 r. w Berlinie istnieje ulica o nazwie Selgenauer Weg (Berlin-Rudow).
W okresie międzywojennym w miejscowości stacjonowała placówka Straży Granicznej I linii „Zelgniewo”.
W latach 1975–1998 miejscowość administracyjnie należała do województwa pilskiego. Wioska liczy około 500 mieszkańców. W 1981 roku dokonano poświęcenia nowo powstałej kaplicy pw. św. Rafała Archanioła, której inicjatorem był ks. kan. mgr Jerzy Ptach, proboszcz parafii śmiłowskiej. W latach 1984–1990 w Zelgniewie istniał Zespół Muzyczno-Wokalny w składzie: Jan Maćkowiak (gitara, wokal), Henryk Ciepuch (gitara basowa), Krzysztof Szykowny (perkusja), którego członkowie zostali laureatami Wojewódzkiego Przeglądu Zespołów Amatorskich. 
W miejscowości od 1926 roku funkcjonuje Ochotnicza Straż Pożarna, a od 2003 klub sportowy ZKS Zelgniewo. 
Do 2011 roku we wsi funkcjonowała Szkoła Podstawowa, której dyrektorami byli: Brunon Matuszczak, Eugenia Maćkowiak, Krystyna Koc i Dorota Kończak, a od 2011 roku funkcjonuje w tym budynku Przedszkole, którego dyrektorem jest Marzena Malińska.